# Gilbert Mullie
Gilbert Aristide Joseph Mullie (Dottenijs, 27 mei 1876 - Sint-Lambrechts-Woluwe, 24 augustus 1962) was een Belgisch bestuurder, veearts en politicus voor het Katholiek Verbond van België en vervolgens de CVP.

## Levensloop
Mullie was een zoon van de landbouwers Aimé Mullie en Cyrée Glorieux. Na de humaniora aan het Sint-Amandscollege te Kortrijk, promoveerde hij tot doctor in de veeartsenijkunde (1900) aan de Katholieke Universiteit Leuven. Hij trouwde in 1928 met Marie Braffort, weduwe van de Gentse hoogleraar Maurice Hanseval. Het huwelijk bleef kinderloos.
Hij werd assistent aan de Veeartsenijschool in Kuregem (1901-1902) en inspecteur-veearts voor het Ministerie van Landbouw (1904–1908). Van 1908 tot 1914 was hij adviseur van baron Édouard Empain en van de Bank Empain, voor het Heliopolisproject in Egypte en gedurende de Eerste Wereldoorlog was hij oorlogsvrijwilliger.
Van 1919 tot 1925 was hij directeur van de Dienst Recuperatie in Duitsland (repatriëring ontvreemde goederen). In 1925 werd hij senator voor de katholieke partij en vervulde dit mandaat tot aan zijn dood (hij was toen zesentachtig). Van 1925 tot 1958 als senator voor het arrondissement Kortrijk-Ieper en van 1958 tot 1962 als gecoöpteerd senator. Ook was hij van 1946 tot 1952 was hij gemeenteraadslid te Sint-Lambrechts-Woluwe.
In 1928 werd hij lid van de hoofdraad van de Boerenbond, in 1934 lid van het hoofdbestuur en van 1936 tot 1940 en van 1949 tot 1961 was hij voorzitter van de Belgische Boerenbond. Daarenboven was hij van 1949 tot 1950 voorzitter van de Vlaamse vleugel van de CVP.

## Publicaties
- Het land- en tuinbouwvraagstuk, 1938.
- Het Belgisch landbouwbeleid op nieuwe wegen, 1955.